# Media Diversified
«Media Diversified» — британская некоммерческая медиа- и правозащитная организация для цветных[уточнить] писателей и журналистов, основанная режиссером Самантой Асумаду в 2013 году. Публикует научно-популярные статьи различных авторов на своем веб-сайте, который обновляется несколько раз в неделю. Хотя большая часть сотрудников Media Diversified проживает в Великобритании, ее авторы и читатели являются международными. Все сотрудники и авторы — цветные.
Основные темы, освещаемые на сайте, включают дискриминацию в отношении чернокожих, азиатских народов и этнических меньшинств, политику, иммиграцию, исламофобию, интерсекциональность, историю, популярную культуру и глобальные конфликты.

## История
Режиссер-документалист Саманта Асумаду, чья работа сосредоточена на лицах и организациях, бросающих вызов стереотипам, таких как женщины-водители ралли в Уганде , в 2013 году начала кампанию #AllWhiteFrontPages, чтобы критиковать преобладание белых людей в мейнстриме газетной фотографии. В том же году была создана компания Media Diversified, чтобы продвигать профили цветных журналистов и писателей.
Два года спустя Media Diversified запустила Experts Directory — базу данных цветных экспертов, предназначенную для медиа-организаций. На сегодняшний день Experts Directory — единственная такая база данных в Великобритании.
В том же году организация представила The Trashies, «эквивалент голливудской „Золотой малины“» для журналистики, чтобы критиковать расистское, исламофобское и ксенофобное освещение в основных СМИ. «Победителем», выбранным всенародным голосованием, стала Грейс Дент за ее статью в The Independent от 23 февраля 2015 года о британских подростках, которые покинули страну, чтобы присоединиться к ИГИЛ.
В феврале 2016 года Media Diversified представила Bare Lit, первый литературный фестиваль в Великобритании для авторов цвета. Фестиваль проходил 26-28 февраля во Free Word Centre и пабе Бетси Тротвуд в Клеркенвелле, Лондон.
О закрытии Media Diversified было объявлено в мае 2019 года, когда основатель Асумаду сказал: «План состоит в том, чтобы хранить наши архивы бессрочно. Мы также продолжим работу нашего магазина электронных книг, чтобы финансировать домен и любые другие расходы, которые будут понесены в период сворачивания нашей деятельности … Я думаю, что самый большой подарок, который мы могли бы сделать, — это наше обещание поддерживать сайт в рабочем состоянии так долго, насколько это возможно. Это бесценный архив. Иди и пролистывай».

## В других СМИ
Работа авторов Media Diversified привела к более широкому освещению недостаточно признанных проблем в основных средствах массовой информации, например, The Guardian в 2015 году опубликовала статью о чернокожих людях в Великобритании, умирающих под стражей в полиции, и о сексуальном насилии над детьми, совершаемом миротворческими войсками ООН.
Оуэн Джонс, писавший в The Guardian о нетерпимости мигрантов к ЕС после Брексита, процитировал открытое письмо Media Diversified о том, что Би-би-си предоставляет платформы расистам и фашистам.

## Награды
В 2015 году Саманта Асумаду была включена в список «100 Libertine» — 100 наиболее влиятельных женщин-мыслителей в Великобритании, за ее кинопроизводство и работу с Media Diversified. В следующем году она была выбрана судьей на церемонии вручения наград в области журналистики 2016 года.